# FMA I.Ae. 16 El Gaucho
ФМА I.Ae. 16 «Эль Гаучо» (исп. FMA (IAME) I.Ae. 16 El Gaucho) — аргентинский поршневой двигатель времён Второй мировой войны. Разработан инженерами кордовского Института аэротехники. Представлял собой девятицилиндровый однорядный со звёздообразно расположенными цилиндрами поршневой двигатель. Дальнейшим его развитием стал I.Ae. R-19 «Эль Индио».

## История
Несмотря на высокие темпы роста экономики, машиностроение в Аргентине было развито слабо. Большинство деталей на производство самолётов на FMA в 1920—1930-х годах поступало из-за границы. В предвоенные годы аргентинцы заключили договор с североамериканской фирмой Wright aircraft engines на лицензионное производство двигателей Cyclone R-1820 E-L. Аналогичные контракты были подписаны с немецким «Сименс» и французским «Лорен-Дитрих».
Нейтралитет Аргентины во Второй мировой войне исключил страну из списка стран, получателей военной и экономической помощи США по ленд-лизу. Это, а также сокращение торговооборота, подтолкнуло аргентинцев к разворачиванию работ по разботке собственной техники. Опыт полученный в сборке зарубежных моторов было решено использовать в конструировании собственного двигателя. В первой половине 1940-х годов на фирме под руководством Хуана Игнасио Сан-Мартина был начат проект I.Ae. 16, получивший имя «Эль Гаучо», в честь пастухов-наездников. В работы вмешалось федеральное правительство, объявив тендер на производство различных деталей для авиастроения. Дизайнером стал техник Хуан Франсиско Тирао. Производство карбюраторов получила кордовская компания Guzzetti Hermanos; магнитные компоненты были изготовлены другой кордовской фирмой EIPYC. Первые экземпляры были готовы летом 1944 года, после чего они были установлены на учебный самолёт FMA I.Ae. 22 DL.

## Использование
«Гаучо» использовался на следующих моделях самолётов:
- FMA I.Ae. 22 DL[2][3]
- FMA I.Ae. 38 Naranjero

Слабость двигателя косвенным образом сказалась на судьбе самолёта «Наранхеро» — FMA не смогла обеспечить проект более мощным мотором.